# Phoenix Klassieke Pocketreeks
De Phoenix Klassieke Pocketreeks, verscheen vanaf 1964 tot en met 1969 bij uitgeverij W. de Haan in Zeist. Er verschenen 22 titels.
1. - Plutarchus - Grondvesters van Athene en Rome
2. - Titus Maccius Plautus - Het kabeltouw
3. - Aeschylus - Aeschylos: Oresteia
4. - Plato - Vervoering en onsterfelijkheid van de ziel
5. - Plutarchus - Een jongeling verovert de wereld
6. - Titus Maccius Plautus - Tweelingbroer gezocht
7. - Plato - Charmides. Lysis. Menoon
8. - Anthologia Palatina
9. - Titus Maccius Plautus - De bluffer. De leugenaar
10. - Gaius Petronius Arbiter - Schelmen en tafelschuimers
11. - Plutarchus - De wetgever van Sparta
12/13. - Titus Lucretius Carus - Atomen tegen goden
14. - Titus Maccius Plautus - De krijgsgevangenen; Driestuiverscomedie
15. - Titus Maccius Plautus - De Pers. De koopman
16. - Plutarchus - Hij kwam, zag en overwon
17. - Titus Maccius Plautus - De gezusters Bacchis. De knorrepot
18. - Titus Maccius Plautus - De Carthager. De vrek
19. - Titus Maccius Plautus - De ezelscomedie. Vrouw verloot. Het kistje
20. - Titus Maccius Plautus - De vrolijke thuiskomst. De olijke slaaf.
21. - Plutarchus - Vier biografieën
22. - Antieke pleidooien, deel I
23. - Antieke pleidooien, deel II